# Народи світу: історико-етнографічний довідник
Народи світу: історико-етнографічний довідник (рос. Народы мира: историко-этнографический справочник) — енциклопедичний довідник російською мовою, що охоплює всі основні народи, народності, племена та етнічні групи різних країн світу.
Книга видана у 1988 році видавництвом «Радянська енциклопедія» накладом 100 000 екземплярів. Обсяг книги 624 сторінки, містить біля 2000 ілюстрацій. Роздрібна ціна була 12 карбованців 20 копійок. Довідник призначений для широкого кола читачів — науковців, викладачів, студентів.

## Зміст
Довідник складається із трьох розділів.

### Перший розділ
У першому розміщені 4 статті, які характеризують етнічну ситуацію:
- Етноси і етнічні процеси у світі;
- Раси людини;
- Мови народів світу;
- Релігійний склад населення світу.

### Другий розділ
Другий розділ містить біля 1000 статей про народи. Проте охарактеризована значно більша кількість етносів, оскільки в багатьох випадках в одній статті описано групи споріднених народів, близьких за своєю культурою і побутом. Статті присвячені переважно тим народам, численність яких перевищує 5 тисяч чоловік. Виняток зроблено лише для деяких малих народів, насамперед індійських народів Америки.
Короткі й інформативні енциклопедичні статті містять, як правило: російськомовну назву народу, його самоназву, інші назви, відомості про країну або країни проживання, основну територію розселення, загальну чисельність, антропологічну характеристику, мову і її діалекти, поширення двомовності, характер писемності, релігійну приналежність, етногенез і коротку етнічну історію, традиційні заняття і їх сучасний стан, традиційні поселення і житла, традиційний одяг, смакування народними стравами, традиційний соціальний устрій, системи спорідненості, наявність сімейної та родової громади, сімейно-шлюбні відносини, духовну культуру, календарні звичаї і обряди, специфічні риси національного побуту, народні та фольклорні свята, традиційні вірування.

### Третій розділ
У третьому розділі розміщені статті про основні поняття і терміни, а також статті з тлумаченням спеціальних слів, які вживаються в основному тексті при характеристиці побуту і культури народів. У ньому пояснено близько 150 термінів.
Також у третьому розділі розміщені характеристики етнічного складу населення великих регіонів (СРСР, Європа, Азія, Африка, Америка, Австралія і Океанія), а також таблиці етнічного складу населення всіх країн світу, численність окремих расових груп і їхній розподіл за регіонами, численність народів за мовними сім'ями і групами станом на 1985 рік.

## Авторський колектив
До роботи над виданням було залучене широке коло науковців. Обговорення структури і словника довідника було проведено на Науковій раді Інституту етнографії імені М. М. Миклухо-Маклая АН СРСР. В числі авторів довідника майже 150 вчених із різних міст СРСР, союзних республік, низки автономних республік і областей.

### Редакційна колегія
Головний редактор Юліан Володимирович Бромлєй. Члени редакційної колегії: С. О. Арутюнов, С. І. Брук (заступник головного редактора), Т. О. Жданко, О. М. Кожановський, Л. Є. Куббель, В. М. Макаревич (відповідальний секретар), А. І. Першиць, В. В. Піменов, П. І. Пучков, М. Є. Руденський, В. О. Тишков.

### Наукові консультанти
- Б. В. Андріанов — народи Центральної Африки;
- С. О. Арутюнов — народи Кавказу і Закавказзя, народи Індії;
- Ю. Є. Березкін — індійські народи Латинської Америки;
- С. І. Брук — загальні питання, народи Азії;
- І. С. Гурвіч — народи Сибіру;
- Т. О. Жданко — народи Середньої Азії;
- Н. Л. Жуковська — монголомовні народи;
- О. М. Кожановський — народи Європи;
- Ю. М. Кобищанов — народи Східної Африки;
- М. В. Крюков — народи Китаю, система родства;
- А. І. Першиць — загальні поняття і терміни;
- В. В. Піменов — народи Прибалтики і Поволжя;
- В. О. Попов — народи Західної Африки;
- П. І. Пучков — народи Австралії і Океанії;
- В. О. Тишков — народи Америки;
- К. В. Чистов — слов'янські народи;
- М. А. Члєнов — народи Індонезії і Філіппін;